# Myunとyayo〜
myunとyayo〜（ミュンとヤヨ）は、日本の自称アラカンアイドル（アラウンド還暦）。2012年8月31日に単独ライブを機に結成。
2018年1月1日　日本コロムビアからアルバムCDデビュー「昭和アイドル歌謡ショー　～あの頃のときめき～」リリース。2020年2月19日（水）日本コロムビアから2ndアルバム「昭和アイドル歌謡ショー　－輝いた時代を忘れないー」リリース。
キャッチフレーズは「天国にいちばん近いアイドル、2人合わせて128歳」。アラカンアイドルとして（アラウンド還暦）、「昭和」をコンセプトに当時を再現するようなコスチュームや振り付け、息の合った楽しいトークで元気いっぱいなステージを各地で展開中。昭和アイドルのコスチュームと完コピされた振り付けで歌う「昭和アイドル歌謡ショー」は男女問わず40代から60代に至るまで支持を得ている。
また、昭和スタイルな親衛隊である『そよ風ふかれ隊』の投げる紙テープ（手作り）も2人のステージに彩りを添えている。2023年に日本一ネットにて【日本最年長の新人アイドルデュオ】に認定される。

## メンバー
【myunについて】
- 本名：石川　美由紀
- 生年月日：1960年12月23日
- 出身地：福岡県福岡市
- 血液型：A型
- 身長：147cm
- 体重：42.5kg
- スリーサイズ：B85　W62　H82
- 靴のサイズ：22cm
- 趣味：インテリアコーディネート
- 特技：作詞　ダンス　効果音に合わせた即興芝居　七色の声が出せる
- かつて立石美由紀名義で遠山の金さんなど女優として活動したことがある。

【yayoについて】
- 本名：中村　弥生子
- 生年月日：1961年3月16日
- 東京都杉並区
- 血液型：O型
- 身長：156cm
- 体重：44kg
- スリーサイズ：B80　W62　H85
- 靴のサイズ：23cm
- 趣味：料理
- 特技：書道
- 資格：書道師範　生け花師範（古流）

## 活動経歴
2012年 8月31日　ラドンナ原宿にて公式ライブ「myunとyayo～昭和アイドル歌謡ショー」Vol.1開始。2017年4月15日Vol.10 まで連続公演
2013年 6月 2日　1stシングル「そよ風にふかれて」発売
2013年 8月 5日　日刊ゲンダイ掲載
2014年 2月19日　MBS毎日放送ラジオ特番「昭和×平成アイドル祭！」
2014年12月15日　高砂部屋激励会　ホテルニューオータニゲスト出演
2015年 7月17日　RKBラジオ「エンタメバラエティＴＨＥ☆ヒット情報」
2016年 2月 2日　2ndシングル「初恋物語」が発売
2016年11月25日　カラオケDAMより「初恋物語」が全国一斉配信
2017年 5月 9日　大演芸まつり日本司会芸能協会『今よみがえる～懐かし昭和の歌謡ショー』国立演芸場
2017年 6月 3日　多摩都市モノレール「昭和歌謡列車」総合プロデュース
2017年 6月　　　『月刊ミュージック・スター』7月号に掲載
2017年 5月　　　有線、オリジナル曲すべてUSENで楽曲配信スタート
2017年 8月　　　カラオケJOYSOUNDより「初恋物語」が全国一斉配信
2017年11月 8日『第32回日本司会芸能協会まつり』中野ZERO大ホール
2018年１月 １日　日本コロムビアからアルバムデビュー「昭和アイドル歌謡ショー　～あの頃のときめき～」リリース
2018年 2月 8日　CRKラジオ関西『羽川英樹ハッスル！』出演
2018年 2月15日 コロムビアマンスリー歌謡ライブ～木曜けやきで逢いましょう～出演
2018年 4月　　　『月刊カラオケファン』5月号掲載
2018年 4月29日／5月6日　全国コミュニティFMミュージックバード大石吾朗『Premium G～MUSIC GIFT～』出演
2018年 7月13日（金）ＦＭ福岡「BUTCH COUNTDOWN RADIO」出演
2018年 9月17日（月・祝）日経MJ新聞1面トップ記事掲載
2018年 9月17日（月・祝）東京MX NEWS/テレビ朝日「AbemaPraim」/テレビ東京ワールドビジネスサテライト出演
2018年 9月28日（金）ラジオ関西「原田伸郎のびのび金ようび」出演
2018年10月 3日（水）SHOWROOM生配信スタート
2018年10月19日（金）NHKテレビ「首都圏ネタドリ！スペシャル」出演
2018年12月23日（日・祝）東京タワー開業60周年イベント出演
2019年 4月 3日（水）プロバスケットチームリンク栃木ブレックスハーフタイムに出演
2019年 7月31日（水）日本コロムビアから新曲「ヒミツの夏」リリース（配信限定）
2019年 8月26日（月）BS12 「達人の道」オリジナル曲「ふたり空を見上げて」エンディングテーマ起用
2019年 8月21日（水）日本コロムビアから新曲「ずるいひと」リリース（配信限定）
2019年 9月24日（火）ラジオ日本「きのうの続きのつづき」連続2週に渡りゲスト出演
2019年 9月25日（水）日本コロムビアから新曲「誰よりも好き」リリース（配信限定）
2019年10月29日（火）ラジオ日本「鈴瑚と圭司のおっしゃる通りごもっとも！」出演
2019年12月18日（水）日本コロムビアから新曲「手編みの帽子」リリース（配信限定）
2020年 2月19日（水）日本コロムビアからセカンドアルバム「昭和アイドル歌謡ショー　-輝いた時代を忘れない- 」リリース
2020年 2月24日（月）・ 25日（火）・28日（金）BSフジ「クイズ！脳ベルSHOW」にmyunが出演　yayoは応援にて出演
2020年 3月17日（水）日本テレビの「ヒルナンデス」にyayoが出演
2020年 8月 1日（土）調布FM「ドリラジ！制作本数100本突破記念！ myunとyayo〜30分スペシャル！」出演
2020年 8月14日（金）ゆめひろチャレンジのど自慢2020に出演　BS12 AM4:30～5：00 ON AIR
2020年11月21日（土）ラドンナ原宿にて「2ndアルバムレコ発記念myunとyayo～公式ライブVol.5」開催
2020年12月 3日 (木)～17日（木）2ndアルバムレコ発記念myunとyayo～公式ライブVol.5の収録動画をツイキャスから有料配信
2021年 1月12日（火）なないろスマイルブギ生ゲスト出演
2021年 1月18日（月）レインボータウンFM「おもいで歌謡うた物語」生ゲスト出演
2021年 3月28日（日）歌番組「アズステ」出演
2021年 3月29日（月）テレビ埼玉　アニメ「新ニッポンヒストリー」出演　myunがアニメ声優に初挑戦
2021年 4月10日（土）「祝・還暦昭和アイドル歌謡ショー」公式ライブVol.6 開催
2021年 4月22日（木）～ 5月 6日（木）「祝・還暦昭和アイドル歌謡ショー」Vol.6の収録動画をツイキャスから有料配信
2021年 6月19日（土）エフエム茶笛Saturday Music Selection　myunとyayo～の「あの頃のときめき」週変わりのパーソナリティーで出演
2021年 6月30日（水）調布ＦＭ「午後のカフェテラス」生ゲスト出演
2021年 7月18日（日）テレビ埼玉 新ニッポンヒストリー（歴史アニメ）上映会＆舞台挨拶　myunが声優（茶々/淀殿）に初挑戦
2021年 8月24日 (火）ラジオ成田「Evening light成田」生ゲスト出演
2021年 9月 4日 (土）ＦＭ西東京「葉月のレーヴ・アンフィニ～無限な夢radio～」myunとyayo～ゲスト出演
2021年10月 2日（土）ＦＭチャッピーにて、初の冠番組スタート！　Saturday Music Selection 　myunとyayo～の「あの頃のときめき」
　　　　　　　　　　 毎月第一土曜日　朝10：00～10：27
2021年10月 2日（土）牧野尚之・マキマキ・マッキー・水沢良と素敵なファンの集い　ゲスト歌謡ショー出演
2021年10月 9日（土）公式ライブVol.7ｍyunとyayo～「昭和アイドル歌謡ショー」開催
2021年10月15日（金）清水国明さんが立ち上げたライバーハウス。その立ち上げ生放送『ライバーハウスTV開局記念特別番組』に、
　　　　　　　　　　　清水アキラ・ブラザーコーン・嘉門達夫・小室　等・佐久間順平・アリスのドラマー矢沢透・バンブー竹内、等と出演
2021年10月29日（日）～ 11月12日（金）「昭和アイドル歌謡ショー」Vol.7の収録動画をツイキャスから有料配信
2021年11月21日（日）myunとyayo～プレゼンツ！「第１回栄えある！日本レコード大SHOW」CINZA Lounge ZEROにて開催
　　　　　　　　　　　ゲスト：　南部なおと・杉本和也・水沢　良
2021年12月 6日（月）・ 7日（火）・10日（金）BSフジ「クイズ！脳ベルSHOW」にyayoが出演　myunは応援にて出演
2021年12月14日 (火）ラジオ成田「Evening light成田」二度目の生ゲスト出演
2021年12月17日 (金）牧野尚之の「言葉と歌のレストラン」ゲスト出演
2021年12月25日 (土）相撲甚句会館　お楽しみ演芸会vol.5にゲスト出演　他のゲスト、モロ師岡・古今亭菊太楼・田辺鶴瑛など
2021年12月29日 (水）今夜も5KIGENじゃナイト！四谷 Honey Burst　にゲスト出演
2022年 1月17日（月）株式会社 明治　モデルの佐藤ノアさん、天国に一番近いアイドルのmyunとyayo～さんを「チョコ文字」のPRキャラクターに起用
2022年 2月11日（金）TBSラジオ「生島ヒロシのおはよう一直線」明治チョコレート効果Presentヒロシと朝から健康ライフにてスペシャル対談。
2022年 3月27日（日）全国コミュニティFMミュージックバード大石吾朗『Premium G～MUSIC GIFT～』２度目の出演
2022年 4月23日（土）myunとyayo～あれから10年経っちゃった記念公式ライブVOL.8開催
2022年 5月 7日（土）～ 5月21日（土）myunとyayo～あれから10年経っちゃった記念公式ライブVOL.8の収録動画をツイキャスから有料配信
2022年 5月15日（日）『myunとyayo～の歌声広場』歌声ピアノサロンメロディーにて、皆さんと一緒に青春時代の曲を歌う歌声喫茶を再現
2022年 6月12日（日）ラジオ川越「中本直樹のなんてったって歌謡曲」88.7MHz　14：00～15：00 ON AIR　にゲスト出演
2022年 6月13日（月）港区南青山歌声ピアノサロンメロディーにて、YouTube新番組「myunyayo ばぁ～」収録
　　　　　　　　　　第一回ゲスト：永浜良邦様
2022年 6月21日（火）「月刊カラオケファン」2022年8月号に、新曲「ちょっとだけ恋」のメロ譜が掲載されました。
2022年 6月28日（火）カフェバー五反田ロッキーにて　THE 昭和STYLE～GSと昭和アイドル歌謡SHOW～開催
　　　　　　　　　　R&Bやブルージーなロックをレパートリーとしていた【ザ・スパローズ】が今夜蘇る！！
2022年 7月10日（日）GINZA Lounge ZEROにて、myunとyayo～ニューシングル　レコ発ライブ開催
2022年 7月13日（水）メジャーシングルCD日本コロムビア「ちょっとだけ恋」レーベルNo.COCA-18018発売
2022年 7月13日（水）マンスリー歌謡ライブ2022～コロムビア花のステージ～（古賀政男音楽博物館けやきホール）出演
2022年 7月15日（金）ラジオ関西「寺谷一紀のまいど！まいど！」9時代　生ゲスト出演
2022年 7月16日（土）令和になっても昭和歌謡祭in日本橋（ポンバシ）ジョイントライブ出演　スペシャルゲスト内海美幸
2022年 7月17日（日）なにわ健康ランド　湯～トピア　新曲キャンペーン
2022年 7月17日（日）myunとyayo～レコ発ライブIN大阪　ニューオーサカホテル心斎橋　カフェバー・アダスタム
2022年 7月20日（水）鳥越アズリーFM　流星ラジオ　生ゲスト出演
2022年 7月20日（水）～24日（日）「第85回日本コロムビアマンススリーライブ 2022」有料動画配信
2022年 7月23日（土）渋谷クロスFM　関口誠人のSpicy night　生ゲスト出演
2022年 7月24日（日）中野名曲堂「ちょっとだけ恋」有料キャンペーン
2022年 7月28日（木）代々木上原けやきホール「第16回　ザ・令和ライブ」出演
2022年 8月 1日（月）南青山歌声ピアノサロンメロディーにて、YouTube番組「myunyayoばぁ～」収録。ゲスト：ムンロ王子様（占い師）
2022年 8月 1日（月）浅草マルベル堂にて、myunとyayo～プロマイド発売開始
2022年 8月 5日（金）朝霞市主催「彩夏祭」にゲスト出演。ビッグバンドにて「ちょっとだけ恋」を歌唱
2022年 8月 6日（土）ラドンナ原宿にて「第２回栄えある！レコード大SHOW]開催　ゲスト：南部なおと、氷室一哉、マキノナオユキ
2022年 8月10日（水）BS日テレ「令和歌謡塾」出演　朝 5：00～放送
2022年 8月21日（日）南青山歌声ピアノサロンメロディーにて『myunとyayo～の歌声広場』開催
2022年 9月 1日（木）南青山歌声ピアノサロンメロディーにて、YouTube番組「myunyayoばぁ～」収録。ゲスト：牧野尚之
2022年 9月 3日（土）横浜関内ハート＆ソウルにて「南部なおとバースデーライブ」ゲスト出演
2022年 9月19日（月）たまプラーザ3丁目カフェ「熟女フェス」出演
2022年 9月24日（土）myunとyayo～東京天然温泉 古代の湯キャンペーン
2022年10月 5日（水）ラジオ日本「ハマビジ！」にゲスト出演
2022年10月 9日（日）茨城県常総市生涯学習センター「歌謡コンサート」出演　共演：西口久美子　氷室一哉　あんコンタック　原栄治　中村芳子
2022年10月21日（金）ラジオ関西「原田伸郎ののびのび金曜日」生ゲスト出演
2022年10月22日（土）嵯峨嵐山秋祭り　野外音楽ステージ出演
2022年10月22日（土）総持寺のチェンノガットにて【前夜祭・myunとyayo～昭和アイドル歌謡ショー】開催
2022年10月23日（日）神戸市モズライト カフェにて、関西初の生バンドで【神戸で会いましょうmyunとyayo～昭和アイドル歌謡ショー】開催
2022年10月27日（木）ルー大柴のYouTube番組「健活TV」に出演　全３回
2022年11月 3日（木）かつしかFM　アンチョジーバの「かつどん」にゲスト出演
2022年11月 5日（土）有馬ゆみこの「YumikoArimaチャンネル」の新企画番組にゲスト出演
2022年11月12日（土）青山キラー通り商店会【キラ♥フェス】出演 
2022年11月19日（土）myunとyayo～昭和アイドル歌謡ショー＠ラドンナ原宿公式ライブVol.9開催
2022年11月20日（日）田無駅北口　アスタ特設ステージにて『myunとyayo～昭和アイドル歌謡ショーあの頃のときめき』開催
2022年11月20日（日）南青山歌声ピアノサロンメロディーにて、YouTube番組「myunyayoばぁ～」収録。ゲスト：朱夏洋子
2022年12月 1日（日）南青山歌声ピアノサロンメロディーにて、YouTube番組「myunyayoばぁ～」収録。ゲスト：有馬ゆみこ
2022年12月 3日（日）南青山歌声ピアノサロンメロディーにて、「妖しいクリスマスショー」開催。ムンロ王子とのコラボライブ
2023年 1月28日（土）東京天然温泉古代の湯にてキャンペーン
2023年 2月12日（日）南青山歌声ピアノサロンメロディーにて「myunとyayo～愛してる💛バレンタインライブ」開催
2023年 2月26日（日）中野名曲堂にて、myunとyayo～有料インストアライブ開催

2023年 3月12日（日）南青山歌声ピアノサロンメロディーにて「myunとyayo～2人合わせて124歳！バースデーライブ」開催
2023年 4月 2日（日）第12回レイナースミュージック歌謡祭出演  会場：江戸川グリーンパレス
2023年 4月15日（土）myunとyayo～昭和アイドル歌謡ショー＠ラドンナ原宿公式ライブVol.10開催
2023年 4月22日（土）全国さつまいもチャリティ歌謡フェスタ出演　＠足立区竹の塚地域学習センター
2023年 4月29日（土）東京天然温泉古代の湯キャンペーン　
2023年 5月 5日（金）ブランチ守谷1周年記念イベント出演　＠ブランチパーク守谷特設ステージ
2023年 5月21日（日）名古屋で新曲キャンペーンライブ　Opening Act【あゆみんとJ-POP★STARS】＠ライブハウスPerch(パーチ)
2023年 5月27日（土）こくフェス Music Days2023出演　音楽の力で国分寺をもっと元気に！＠本多公民館
2023年 5月28日（日）岩崎電気（茨城県坂東市岩井）店頭キャンペーン
2023年 5月28日（日）myunとyayo～プチディナーショー　＠ホテルグリーンコア坂東　朝霧 文　ユータロー
2023年 6月13日（火）ジョイントライブ懐メロ！カラメルベスト10！！出演　キャラメリア/ myunとyayo～ / 天路恵梨 / あ〜や♡ / RiiSA / seina / SOPP / JOE / and more!
2023年 6月18日（日) myunとyayo～ピアノ＆昭和アイドル歌謡ショー　＠歌声ピアノサロンメロディー
2023年 7月 2日（日）第47回市民芸能まつり出演 埼玉県朝霞市ゆめぱれす（市民会館）大ホールにて
2023年 7月 2日（日）驚きと感動のパフォーマンス！歌謡ショー＆マジックショー　千葉県野田市カラオケスタジオ游人にて
2023年 7月17日（月）夏のフォークソング＆昭和アイドル歌謡ショー ＠歌声ピアノサロンメロディー
2023年 7月22日（土）東京都西東京市谷戸町　谷戸音頭納涼盆踊り大会にゲスト出演　谷戸イチョウ公園にて18：30～・19：30～の２ステージ
2023年 7月29日（土）おらほせんがわ夏まつり出演　東京都調布市仙川町ハーモニーパーキング駐車場内
2023年 8月 6日（日）東京天然温泉古代の湯にてキャンペーン
2023年 8月 9日（水）香西かおりコンサート　オープニングアクトにて出演　茨城県坂東市民音楽ホールベルフォーレ
2023年 8月20日（日）市津市民祭り2023出演　千葉県市原市潤井戸南ふれあい公園15時50分～16時20分
2023年 8月25日（金）浅草花祭り〜華やか夏の陣〜　浅草花劇場　出演：入山アキ子、花咲ゆき美、美里里美、白雪未弥、myunとyayo～
2023年 8月26日（土）myunとyayo～と行く第5回ビール列車運行！　兵庫県加西市北条町北条町駅18：15発（1往復+北条町駅ホーム留置）
2023年 8月27日（日）なにわ湯ートピア健康ランドキャンペーンライブ　なにわ健康ランド湯～トピア　大阪府東大阪市長堂３-４-２１
2023年 8月27日（日）myunとyayo～昭和アイドル歌謡ショーIN大阪　ニューオーサカホテル心斎橋1F「カフェバー・アダスタム」OAアイカ☆セレクト
2023年 9月 3日（日）小岩音曲堂myunとyayo～昭和アイドルミニライブ開催　東京都江戸川区南小岩 音曲堂3Fホールにて
2023年 9月26日（火）石原詢子・多岐川舞子コンサートOpening Act出演　千葉県野田市野田ガスホール
2023年 9月26日（火）ラジオ日本収録　放送は10月18日深夜1時～
2023年 9月27日（水）朝日新聞夕刊全国版７ページの社会面に、myunとyayo～の記事が掲載されました。
2023年 9月29日（金）『新曲キャンペーン＆昭和アイドルミニライブ』福岡県天神ミュージックプラザ・インドウ　2Fイベントホール
2023年 9月30日（土）昭和アイドル歌謡ショーIN福岡　キャバーンビート
2023年10月 7日（土）テレビ猪名川生番組「あの人・この町・活動クローズアップ」myunとyayo～生出演」
2023年10月 8日（日）江戸川区民祭り特別番組FMえどがわブースゲスト出演　江戸川区立篠崎公園にて
2023年10月 8日（日）myunとyayo～「昭和アイドル歌謡ショー」＠歌声ピアノサロンメロディー　1部（昭和アイドル歌謡ショー）2部（ニューミュージック特集）
2023年10月20日（金）大阪府茨木市中総持寺町チェンノガット　myunとyayo～昭和アイドル歌謡ショー
2023年10月29日（日）埼玉県朝霞市文化祭T・S・O・Pフルバンド発表会ゲスト出演 朝霞市コミュニティーセンター３Ｆホール
2023年11月11日（土）キラ・フェス 2023～キラー通りハートフェスティバル～出演
2023年11月12日（日）東京天然温泉古代の湯キャンペーン　1回目14：00～15：00　2回目18：00～19：00　
2023年11月25日（土）myunとyayo～昭和アイドル歌謡ショー＠ラドンナ原宿公式ライブVol.11開催
2023年12月 9日（土）東大阪ミヤコ瓢箪山店にてキャンペーン
2023年12月 9日（土）東大阪市MUSIC SALON雅にてmyunとyayo～想い出の昭和アイドル歌謡ショー」開催
2023年12月17日（日）昭和アイドル歌謡ランチショー開催　＠歌声ピアノサロンメロディー
2024年 1月21日（日）名古屋ライブハウスPerch(パーチ)myunとyayo～昭和アイドル歌謡ショー　　Opening Act【あゆみんとJ-POP★STARS】
2024年 2月 3日（土）福岡ミュージックプラザ・インドウキャンペーンライブ＆テレビ番組収録　時間：18時～観覧無料　RKB毎日放送「タダイマ」番組取材あり。テレビカメラが入ります。
2024年 2月13日（火）RKB毎日放送「タダイマ」にて、myunとyayo～の特集放映
2024年 2月18日（日）「響ファミリー」舞いと昭和歌謡のコラボレートにゲスト出演。茨城県坂東市　ホテルグリーンコア坂東にて
2024年 2月19日（月）TBSテレビ　Nスタ「ゲキ推しさん」のコーナーに出演
2024年 2月25日（日）東京天然温泉古代の湯キャンペーン　1回目14：00～15：00　2回目18：00～19：00　TV取材入る
2024年 3月 3日（日）Star-Tolive Vol.2〜ひなまつりスペシャル〜出演　池袋エンタメ横丁
2024年 3月10日（日）myunとyayo～二人合わせて126歳Birthdayライブ　＠歌声ピアノサロンメロディー
2024年 3月23日（土）myunとyayo～と行く「おでん列車」出発進行！　兵庫県加西市北条鉄道
2024年 3月23日（土）TBSテレビ「有吉ジャポンII ジロジロ有吉」に出演　
2024年 3月24日（日）myunとyayo～昭和アイドル歌謡ショー＠ニューオオサカホテル心斎橋アダスタム
2024年 3月27日（水）恋歌にてキャンペーンライブ　石川県小松市今江町2丁目697
2024年 3月28日（木）金沢ゆめのゆ健康ランドイベントゲスト出演　石川県金沢市藤江南3-26
2024年 4月29日（月）南青山歌声ピアノサロンメロディーにて、YouTube番組「myunyayoばぁ～」収録。ゲスト：堀江 淳
2024年 5月 2日（木）『オトナが乙女でいいじゃない？芽亜利・Ｊメジャーデビュー記念ライブ』ゲスト出演　会場：東京都渋谷区上原 けやきホール
2024年 5月12日（日）GINZA Lounge ZEROにて、myunとyayo～「レコ発＆昭和アイドル歌謡ショー」公式Vol.12開催
2024年 5月26日（日）東京天然温泉古代の湯キャンペーン　1回目14：00～15：00　2回目18：00～19：00　
2024年 6月 9日（日）中野名曲堂新曲キャンペーンインストアライブ　観覧無料　CDお買い上げの方は着席できます。ライブ終了後はコーヒーサービスあります。
2024年 6月23日（日）メロディー移転記念大感謝祭！「2,000円！myunとyayo～昭和アイドル歌謡ショー」
2024年 7月14日（日）雨に歌えば「myunとyayo～昭和アイドル歌謡ショー」＠虎ノ門イタリアンカメリーノ Camerino
2024年 7月20日（土）東京都西東京市谷戸町　谷戸音頭納涼盆踊り大会にゲスト出演　谷戸イチョウ公園にて
2024年 7月28日（日）「リーブフェスタDX『yo-koso』第1回」in 川口キャバリーノジョイントライブ出演　Nuts mellowsさん　橘莉子さん　天路恵梨さん
2024年 8月 3日（土）おらほせんがわ夏まつり出演　東京都調布市仙川町ハーモニーパーキング駐車場内
2024年 8月24日（土）レコ発＆夏の昭和アイドル歌謡ショー　＠大阪チェンノガット
2024年 8月24日（土）ぼちぼちLIVE VOL.28　＠神戸チキンジョージ 
2024年 8月25日（日）myunとyayo～で行く第6回「ビール列車第4便！」＠北条鉄道　北条町駅
2024年 8月29日（木）M-1グランプリ2024　1回戦出場　＠シダックスカルチャーホールA　8F
2024年 9月 8日（日）メロディー移転記念大感謝祭！第二弾「2,000円！myunとyayo～昭和アイドル歌謡ショー」
2024年 9月11日（水）言葉と歌のレストランVol.7　～昭和99年の秋に憩う、昭和音楽会～　＠なかの芸能小劇場　共演：丸山貴幸 丸山夏季 石原まさし  司会進行：牧野尚之
2024年10月 6日（日）大阪　秋の大感謝祭　myunとyayo～昭和アイドル歌謡ショー　＠ニューオオサカホテル心斎橋
2024年10月 7日（月）令和6年度　第6回南部公民館かしの木学園　特別公演「昭和世代へのメッセージ、輝いた時代を忘れない」に出演　　＠兵庫県加西市南部公民館
2024年10月13日（日）第10回建設フェスタ ゲスト出演　＠横浜市 青葉台公園（きのこ公園）
2024年10月18日（金）～19日(土）Age-WellFestivalにて「myunとyayo～昭和アイドル歌謡ショー」＠二子玉川ライズガレリア（二子玉川駅直結）　両日とも10：00～10：45　入場無料
2024年11月 3日（日）GINZA Lounge ZEROにて、myunとyayo～「レコ発＆昭和アイドル歌謡ショー」公式Vol.13開催
2024年11月24日（日）東京天然温泉古代の湯　myunとyayo～出演
2024年12月 1日（日）埼玉県朝霞市文化祭T・S・O・PフルバンドXmasふぇすmyunとyayo～ゲスト出演
2024年12月 8日（日）メロディー移転記念大感謝祭！第三弾！「2,000円！myunとyayo～Xmas昭和アイドル歌謡ショー」
2024年12月22日（日）クリスマスフェス（昼の部）ゲスト出演　ホテルプラザオーサカ19F　「淀の間」
2024年12月22日（日）クリスマスディナーショー　朱夏洋子・myunとyayo～出演　ホテルプラザオーサカ19F　「淀の間」
2025年 1月26日（日）myunとyayo～新春昭和アイドル歌謡ショー　＠虎ノ門カメリーノ
2025年 2月 2日（日）東京天然温泉古代の湯myunとyayo～出演
2025年 2月16日（日）新曲＆バレンタインmyunとyayo～昭和アイドル歌謡ショー ＠名古屋ライブハウスPerch　(パーチ)
2025年 2月23日（日）「大阪冬の大感謝祭第二弾！myunとyayo,～昭和アイドル歌謡ショー」ゲスト朱夏洋子さん ＠ニューオオサカホテル心斎橋「アダスタム」
2025年 3月 9日（日）myunとyayo～２人合わせて128歳バースデーライブ ＠歌声ピアノサロンメロディー
2025年 4月 8日（火）FM Kawaguchi 85.6MHZ　サウンドカフェ14：10～15：00　ゲスト出演
2025年 4月19日（土）熟女ナイト２３出演　＠横浜３丁目カフェ　主催・共演　芽亜利・J　　共演　瑠璃色バード
2025年 5月10日（土）こくフェス出演　恋ヶ窪商店街恋ヶ窪横丁更科そば駐車場特設ステージ13:00～13:30
2025年 5月18日（日）東京天然温泉古代の湯myunとyayo～出演 1回目14時～ 2回目18時～ 入湯料のみで観覧できます。
2025年 5月22日（木）5KIGENじゃナイト！myunとyayo～出演 　共演：御木　裕/長友仍世（infix)　開場18:30
開演19:00
2025年 6月 1日（日）公式ライブ「myunとyayo～昭和アイドル歌謡ショー」Vol.14　＠新宿ケントス
2025年 6月21日（土）Supported by ニチリョク『天国まで楽しく行こう！歌って踊ってためになる！ 昭和歌謡メドレー～人生いつでもWANTED！～』 会場：ニッポン放送本社内B2F　イマジン・スタジオ 料金：2000円 15時開場
16時開演 18時終演予定
2025年 7月 6日（日）中野名曲堂myunとyayo～有料インストアライブ 会場：中野名曲堂 中野ブロードウェィ2F
2000円ライブ 13:00～14:00　
2025年 7月13日（日）福岡キャバーンビート「昭和アイドル歌謡ショー」新曲キャンペーン 新曲「思い出の蒼いKiss♡」1400円（税込み）
2025年 7月24日（木）5KIGENじゃナイト！出演　Broadband Studio 東京都新宿百人町1-11-29ARSビルB2階　開場18:30 開演19:00　共演：御木　裕/タディー/Askym with Tamura
2025年 7月26日（土）谷戸音頭納涼盆踊り大会午後6時～午後9時30分　スペシャルゲスト：「天国に一番近いアイドル」myunとyayo～昭和アイドル歌謡ショー　19:30～20:00
2025年 8月 2日（土）おらほせんがわ夏まつり出演　ハーモニータウン仙川駐車場　出演時間 19:30～20:00
司会者：牧野尚之（日本司会芸能協会副会長）
2025年 8月11日（月）『昭和平成懐かしのアニソン・ドラマソング』Opening actでの出演　会場：ニッショーホール　①昼の部開場13時30分/開演14時30分　②夜の部開場17時/開演18時　出演：タケカワユキヒデ/麻倉未稀/前川陽子/松本梨香/鮎川麻弥/高橋洋樹
2025年 8月22日（金）5KIGENじゃナイト！出演　Broadband Studio 東京都新宿百人町1-11-29ARSビルB2階　開場18:30 開演19:00　共演：御木　裕/タディー/Askym with Tamura/カラフルパレット
2025年 8月24日（日）東京天然温泉古代の湯myunとyayo～出演 1回目14:00～15:00 2回目18:00～19:00 入湯料のみで観覧できます。
2025年 8月31日（日）myunとyayo～ライブデビュー13周年記念ライブ　虎ノ門カメリーノ　開場12:30　開演13:30　15:30終演予定
2025年 9月 6日（土）Age-WellFestival「myunとyayo～昭和アイドル歌謡ショー」＠二子玉川ライズガレリア（二子玉川駅直結）入場無料　詳細後日
2025年 9月 7日（日）令和アイドル超選抜らいぶ～時空を超えて輝く昭和リバイバル　出演：佐々木彩夏（ももいろクローバーZ）/宮本佳林/真山りか・安本彩花（私立恵比寿中学）　Opening Act：myunとyayo～/ゆめみる　会場Zeep Haneda 15:00開場　16:00開演（19:00終演予定）
2025年 9月25日（木）5KIGENじゃナイト！出演　Broadband Studio 東京都新宿百人町1-11-29ARSビルB2階　開場18:30 開演19:00　詳細後日

## ディスコグラフィ

### シングル
ファーストシングル
- A面：そよ風にふかれて / B面：あしたもきっと晴れる
- 作詞：石村美弥 / 作曲：土井一弥 / 編曲：若菜清志

セカンドシングル
- A面：初恋物語 / B面：ふたり空を見上げて
- 作詞：myun / 作曲：土井一弥 / 編曲：ザ・ミュージックペッパーズ

3rdシングル　（配信限定）
- ヒミツの夏
- 作詞/myun　作曲・編曲/中谷幹人

4thシングル　（配信限定）
- ずるいひと
- 作詞/中村弥生子　作曲・編曲/中谷幹人

5thシングル　（配信限定）
- 誰よりも好き
- 作詞/中村弥生子　作曲・編曲/中谷幹人

6thシングル　（配信限定）
- 手編みの帽子
- 作詞/myun　作曲・編曲/中谷幹人

8thシングル
- A面：思い出の蒼いkiss♡
- 作詞・作曲・編曲/石川　実
- B面： BlueSummer
- 作詞/myun　作曲・編曲/石川　実

### メジャーシングル
ファーストシングル
- ちょっとだけ恋　（7thシングル）
- 作詞/myun　作曲・編曲/中谷幹人

1. ちょっとだけ恋
2. あしたもきっと晴れる（再録音）
3. 青春の坂道
4. ちょっとだけ恋（オリジナルカラオケ）
5. あしたもきっと晴れる（オリジナルカラオケ）

### アルバム
ファーストアルバム
- 『昭和アイドル歌謡ショー 〜あの頃のときめき〜』

1. わたしの彼は左きき
2. 恋する夏の日
3. 17才
4. 初恋物語
5. 木綿のハンカチーフ
6. 草原の輝き
7. そよ風にふかれて
8. あしたもきっと晴れる
9. ハートのエースが出てこない
10. ふたり空を見上げて

セカンドアルバム
- 『昭和アイドル歌謡ショー -輝いた時代を忘れない-』

1. myunとyayo～のテーマ
2. ひとりじゃないの
3. 芽ばえ
4. 紅すずらんの伝説
5. 誰よりも好き
6. 色づく街
7. ヒミツの夏
8. ずるいひと
9. 手編みの帽子
10. まちぶせ
11. やさしい悪魔